# تری‌فلوئوروتولوئن
تری‌فلوئوروتولوئن (به انگلیسی: Trifluorotoluene) با فرمول شیمیایی C۶H۵CF۳ یک ترکیب شیمیایی است. که جرم مولی آن ۱۴۶٫۱۱ g/mol می‌باشد. شکل ظاهری این ترکیب، مایع بی‌رنگ است.